# Eleocharis variegata
Eleocharis variegata är en halvgräsart som först beskrevs av Jean Louis Marie Poiret, och fick sitt nu gällande namn av Karel Presl. Eleocharis variegata ingår i släktet småsäv, och familjen halvgräs. Inga underarter finns listade i Catalogue of Life.